# Отерндорф
Отерндорф (њем. Otterndorf) град је у њемачкој савезној држави Доња Саксонија. Једно је од 57 општинских средишта округа Куксхафен. Према процјени из 2010. у граду је живјело 7.049 становника. Посједује регионалну шифру (AGS) 3352046.

## Географски и демографски подаци
Отерндорф се налази у савезној држави Доња Саксонија у округу Куксхафен. Град се налази на надморској висини од 0 – 6 метара. Површина општине износи 33,5 km². У самом граду је, према процјени из 2010. године, живјело 7.049 становника. Просјечна густина становништва износи 210 становника/km².

## Међународна сарадња
| Мјесто   | Држава               | Врста сарадње | Од    |
| -------- | -------------------- | ------------- | ----- |
| Шерингам | Уједињено Краљевство | партнерство   | 1987. |
| Извор    |                      |               |       |